# چاوک کمرعنابی
چاوک کمرعنابی (نام علمی: Ochthoeca cinnamomeiventris thoracica) نام یک زیرگونه از سرده چاوک‌ها است.